# Chaetotyphula gelatinosa
Chaetotyphula gelatinosa är en svampart som beskrevs av Corner 1953. Chaetotyphula gelatinosa ingår i släktet Chaetotyphula och familjen mattsvampar.   Inga underarter finns listade i Catalogue of Life.